# Cri-Cri (périodique)
Cri-cri est un magazine de bande dessinée français pour enfants, paru entre 1911 et 1937 aux éditions Offenstadt.
Le premier numéro est lancé sous le nom Cri-cri, sans l'article, le jeudi 28 février 1911 en un format demi-tabloïd. Une interruption se produit entre août et le 10 décembre 1914. Une première série s'achève en septembre 1918 au numéro 378.
Le premier Almanach du Cri-cri sort en 1912 et le dernier en 1939.
Une nouvelle série commence le 3 octobre 1918, sous le titre « La Croix d'honneur » avec lequel il a fusionné,
et s'achève le 10 juin 1937. En mars 1921, y apparaissent les premières « Aventures acrobatiques de Charlot » (n° 136, nouvelle série) signées Raoul Thomen. Durant les années 1920, un numéro coûtait 25 centimes.
Les recueils annuels regroupant 52 numéros sont édités de 1912 à 1936 et sont sous-titrés parfois « pour la jeunesse et la famille ».
Le titre fusionne après 1937 avec Boum, en grand format de 8 pages, pour être arrêté après 22 numéros. Il se prolonge alors avec la revue L'As  qui comprend 16 pages à partir du 14 novembre 1937.

## Illustrateurs
Marcel Arnac, Louis Forton, Félix Pol Jobbé-Duval, Moriss, Samivel, Benjamin Rabier...